# Тампере
Тампере (фин. Tampere, швед. Tammerfors) је други по величини град у Финској и средиште средишњег дела државе. Тампере је такође седиште округа Пирканска земља, где чини једну општина.
Шире подручје Тампереа броји близу 300 хиљада људи. У самом граду живи око 215 хиљада становника .

## Порекло назива
Порекло назива Тампереа није поуздано утврђено. Образложења су углавном везана за природно окружење. По првим изворима назив је изведен од шведске речи damber, у значењу брана за воденицу. По другим изворима, порекло назива је везано за шведски израз þambr, у значењу дебели трбух и односи се на брзаке. По трећим, назив је изведен од финске речи tammi, у значењу храст.

## Географија
Град Тампере се налази у средишњем делу Финске, 180 км северно од главног града државе, Хелсинкија. Тампере је најсевернији већи град у ЕУ, који није приморски, већ се налази у унутрашњости.
Рељеф: Тампере се сместио у унутрашњости Скандинавије, у историјској области Пирканска земља. Подручје града је равничарско до брежуљкасто, а надморска висина се креће 77-120 м.
Клима у Тампереу је оштра континентална на прелазу ка субполарној клими. Стога су зиме оштре и дуге, а лета свежа.
Воде: Тампере се развио на брзацима између језера Насирјарви и Пихајарви. Пошто се та два језера разликују у нивоу за 18 метара кратка река Тамеркоски између њих представљала је одувек значајан извор енергије, а у новије време за производњу струје. Она је некада била позната по брзацима.

## Историја
Подручје Тампереа било је насељено већ у време касне праисторије.
Тампере је основао краљ Густав III од Шведске 1775. као трговачко место око реке Тамеркоски, а 1779. је добио звање града. У то време Тампере је био мали градић. Међутим, у 19. веку, када је град припао Руском царству, је израстао у велики трговачко и привредно средиште. У другој половини 19. века Тампере је представљао пола финске индустрије. Индустријски значај града, посебно на пољу текстилне индустрије, у 19. и 20. веку даје му назив „Манчестер севера“.
Сходно значају града, Тампере је био средиште значајних политичких догађаја. После генералног штрајка у граду 1905. Финци су добили већа права од руског цара. Финска је добила 1918. независност. За време грађанског рата у Финској (28. јануар - 15. мај 1918) Тампере је био утврђење „црвених“. „Бели“ су заузели Тампере 6. априла 1918. и заробили су 10.000 „црвених“.
После Другог светског рата Тампере се развио у савремени град. Послератни развој Тампереа видео се највише кроз ширење града и оснивање предграђа. Ранију индустрију данас је углавном замео сектор информационих технологија и телекомуникација, као „привредна узданица“ града.

## Становништво
Према процени, у Тампереу је 2011. живело 215.168 становника. У ширем градском подручју живело је близу 300 хиљада становника 2012. године.
| 1990.   | 2000.   | 2012.   |
| ------- | ------- | ------- |
| 172.560 | 195.468 | 215.168 |

Етнички и језички састав: Тампере је, за разлику од приобалних Хелсинкија и Туркуа, одувек био насељен Финцима. Последњих деценија, са јачањем усељавања у Финску, становништво града је постало шароликије. По последњим подацима преовлађују етнички Финци (94,9%), присутни су и Швеђани (0,5%), док су остало усељеници. Од новијих усељеника посебно су бројни Руси.

## Привреда
Тампере је био познат по текстилној и металној индустрији. Током 1990-их година индустрија је замењена са телекомуникационом индустријом и информационим технологијама. Технолошки центар „Хермија“ у четврти Херванта седиште је многих предузећа нових технологија.

## Образовање
У Тампереу постоје два универзитета: Универзитет у Тампереу и Тамперски политехнички универзитет. Оба су смештена у четврти Херванта. Сваки универзитет има око 10.000 студената.

## Партнерски градови
- Линц
- Брашов
- Трондхејм
- Есен
- Мишколц
- Лођ
- Каунас
- Кемниц
- Клаксвик
- Леон
- Мванза
- Тарту
- Кијев
- Коупавогир
- Нижњи Новгород
- Норћепинг
- Оденсе
- Оломоуц
- Санкт Петербург

## Галерија
- Градска кућа Тампереа
- Главна лутеранска црква
- Средишњи градски трг, Кескустори
- Градско приобаље
- Руска православна црква у Тампереу
- приобаље уз реку Тамеркоски
- Градско позориште
- Главна градска улица, Хеменкату